# 장윤호
장윤호(張潤鎬, 1996년 8월 25일 ~ )은 대한민국의 축구 선수로, 포지션은 중앙 미드필더, 수비형 미드필더이다. 현재 K리그1 수원 FC 소속이다.

## 구단 경력
전주영생고등학교를 졸업하고 2015년 전북 현대 모터스에 입단했다. 6월 17일 울산 현대전에서 프로 데뷔했으며 28일 전남 드래곤즈전에서 데뷔골을 넣었다.

## 국가대표 경력
2018년, AFC U-23 챔피언십 대한민국 U-23 축구 국가대표팀에 선발되었다.
이후 12월 4일에 파울루 벤투 감독이 이끄는 국가대표팀에 처음으로 발탁되었다.

## 수상 기록

#### 전북 현대 모터스
- K리그1 우승 3회 (2015, 2017, 2018)
- AFC 챔피언스리그 우승 1회 (2016)

대한민국 U-23
- 아시안 게임 축구 : 금메달 (2018년)